# Thyrosticta
Thyrosticta is een geslacht van vlinders uit de onderfamilie beervlinders (Arctiinae) van de familie van de spinneruilen (Erebidae).

## Soorten
- T. angustipennis Le Cerf, 1921
- T. ankaratra Griveaud, 1964
- T. ankaratta Griveaud
- T. bimacula Griveaud, 1964
- T. bruneata Griveaud, 1969
- T. cowani Griveaud, 1964
- T. dilata Griveaud, 1964
- T. dujardini Griveaud, 1969
- T. incerta Griveaud, 1964
- T. lacrimata Griveaud, 1964
- T. melanisa Griveaud, 1969
- T. minuta (Boisduval, 1833)
- T. octopunctata Rothschild, 1924
- T. pauliani Griveaud, 1964
- T. peyrierasi Griveaud, 1969
- T. quadrimacula Mabille, 1878
- T. raharizonina Griveaud, 1964
- T. ratovosoni Griveaud, 1964
- T. rothschildi Griveaud, 1964
- T. seguyi Griveaud, 1964
- T. sylvicolens (Butler, 1878)
- T. tollinii (Keferstein, 1870)
- T. triangulifera Griveaud, 1964
- T. trimacula (Mabille, 1879)
- T. vestigii Griveaud, 1964
- T. vieui Griveaud, 1964